# المحامي العام
المحامى العام أو الوكيل العام هو مصطلح قضائي يعبر عن وظيفة قضائية لجهاز النيابة العامة
في القانون المصري حدد قانون نظام القضاء رقم (51) لسنة 1976 ميلادي اختصاصاته وصلاحياته القانونية ، فهو يختص بما يختص به النائب العام من صلاحيات قانونية في دائرة اختصاصه ، ويمارس مهامه تحت إشراف النائب العام ، حيث تتم مخاطبة النائب العام عما يُتخذ من إجراءات ، إذ أن الاختصاص الأصل هو للنائب العام ، وما يمارسه المحامي العام نيابة عنه بحكم القانون ، كما أن بعض الاختصاصات الحساسة والدقيقة لا يُتخذ فيها قرار ومن ثم تتم إحالتها للنائب العام .

## الاختصاصات التي يباشرها المحامي العام
الاختصاصات هي الإشراف والمتابعة لسير العمل القضائي في جميع النيابات الكلية والجزئية بدائرة اختصاصه والإشراف الإداري على سير العمل بكل هذه النيابات والنظر في الطلبات والتظلمات والشكاوي التي تقدم مباشرة إلى المكتب ومتابعة الإحصائيات والأداء اليومي والشهري لكل النيابات، ويقوم أعضاء النيابة العاملين بالمكتب بمباشرة الدعاوي الجنائية أمام الدوائر الجنائية بمحكمة استئناف طرابلس ، إذ توجد ثلاث عشرة دائرة جنائية تنظر قضايا النيابات المحالة من غرف الاتهام بمحكمة شمال طرابلس الابتدائية ومحكمة جنوب طرابلس الابتدائية ومحكمة السواني الابتدائية .